# Sordaria fimicola
Sordaria fimicola är en svampart som först beskrevs av Roberge ex Desm., och fick sitt nu gällande namn av Ces. & De Not. 1863. Sordaria fimicola ingår i släktet Sordaria och familjen Sordariaceae.  Arten är reproducerande i Sverige. Inga underarter finns listade i Catalogue of Life.